# Dean-Modell
Das Dean-Modell ist in der Betriebswirtschaftslehre ein Totalprogramm zur Ermittlung des optimalen Investitions- und Finanzierungsprogramms. Dieses Modell wurde im Jahre 1951 durch Joel Dean eingeführt.

## Allgemeines
Das Dean-Modell ist eine Art der Investitionsrechnung. Es ermittelt die optimale Kapitalstruktur von Investitionsprojekten. Es ist jedoch statisch, denn es erfasst nur eine Rechnungsperiode. Joel Deans (* 1906, † 1979) Modell besagt letztlich, dass die Gewinne aus einer Investition steigen, wenn rentable Investitionen mit günstigen Kapitalkosten bei deren Finanzierung kombiniert werden.

## Prämissen und Ziele
Prämissen sind die sicheren Erwartungen des Investors hinsichtlich der Renditen einer Investition auf dem vollkommenen Kapitalmarkt oder bei unsicheren Erwartungen eines risikoneutralen Investors beim unvollkommenen Kapitalmarkt.
Es setzt sich mit der Frage nach der Ermittlung optimaler Kapitalbudgets (Kapitalstruktur) auf dem unvollkommenen Kapitalmarkt auseinander. Da auf diesem Eigenkapital und Fremdkapital nicht gleichgesetzt werden wie auf dem vollkommenen Kapitalmarkt, muss der Investor das Kapitalangebot und den Kapitalmarktzins berücksichtigen. Dem Dean-Modell kommt der Verdienst zu, die irrealen Prämissen des vollkommenen Kapitalmarkts aufzuheben. Die Nutzungsdauer muss bei Neuinvestitionen geschätzt werden, weil das Dean-Modell nur für Ersatzinvestitionen konzipiert wurde.
Hierbei werden zu zwei Zeitpunkten sichere, voneinander unabhängige Investitionsobjekte betrachtet. Angenommen wird, dass die betrachteten Projekte eine Dauer von einer Periode haben. Weiterhin liegt kein einheitlicher Sollzinssatz vor, das heißt den einzelnen Investitionsobjekten können unterschiedliche Zinssätze zugeordnet werden. Die Kreditzinsen steigen mit dem Finanzierungsvolumen, das heißt eine zusätzliche Kreditaufnahme wird immer teurer. Ferner sinken die Investitionserträge mit dem Investitionsvolumen, das heißt eine weitere Investition bringt eine immer geringere Verzinsung. Es liegen beliebig teilbare Investitions- und beliebig teilbare Finanzierungsobjekte vor. Zudem nimmt das Dean-Modell an, dass keine Absatzbeschränkungen bestehen und benötigte Produktionsfaktoren (etwa Personal) in ausreichendem Maße zur Verfügung stehen.

## Anwendung
Das Hauptziel des Dean-Modells ist die Maximierung des Endvermögens. Das Modell wird in drei Schritten durchgeführt. Im ersten Schritt werden den Investitionsobjekten Prioritäten zugeordnet. Hierbei werden die Projekte nach fallenden Renditen geordnet, somit erhält man die Kapitalnachfragekurve. Im zweiten Schritt werden dieselben Schritte für die Finanzierungsobjekte durchgeführt. Jedoch werden jetzt die Projekte nach steigenden Renditen geordnet und man erhält die Kapitalangebotskurve. Die Optimalität erhält man schließlich aus dem Schnittpunkt der beiden Kurven. Aus dem Schnittpunkt ergibt sich der endogene Grenzzinsfuß. Ist dieser Grenzzinsfuß höher als der Kapitalkostensatz, lohnt sich die Investition.

## Schwächen
Der Sollzins ist unabhängig von der Investition. Ferner gibt es keine echte Begründung für die unterschiedlichen Sollzinsen. Das Dean-Modell versagt im Mehrperiodenfall, weil lediglich eine einperiodige Projektdauer unterstellt wird.